# Rößnitz
Rößnitz ist ein Ortsteil der Gemeinde Rosenbach/Vogtl. im sächsischen Vogtlandkreis. Das zur Ortschaft Leubnitz gehörende Dorf wurde am 1. Januar 1999 nach Leubnitz eingemeindet, mit dem es am 1. Januar 2011 zur Gemeinde Rosenbach/Vogtl. kam.

## Geographie

### Geographische Lage und Verkehr
Rößnitz liegt im Süden der Gemeinde Rosenbach/Vogtl. und westlich von Plauen. Durch die Ortsflur fließt der Rosenbach, ein Zufluss der Weißen Elster. Südwestlich des Orts befindet sich der zu Rößnitz gehörige Weiler Eichigt. Rößnitz liegt im Nordwesten des Vogtlandkreises und im sächsischen Teil des historischen Vogtlands. Geografisch liegt der Ort im Zentrum des Naturraums Vogtland (Mittelvogtländisches Kuppenland).
Der Ort ist mit der vertakteten RufBus-Linie 45 des Verkehrsverbunds Vogtland an Plauen-Neundorf angebunden. Dort besteht Anschluss zur Straßenbahn Plauen.

### Nachbarorte
Rößnitz grenzt an drei weitere Ortsteile der Gemeinde Rosenbach/Vogtl. und drei Ortsteile der Gemeinde Weischlitz.
| Rodau                  | Leubnitz                                    | Schneckengrün               |
|                        | Kompassrose, die auf Nachbargemeinden zeigt | Kobitzschwalde (Weischlitz) |
| Tobertitz (Weischlitz) | Kloschwitz (Weischlitz)                     |                             |

## Geschichte

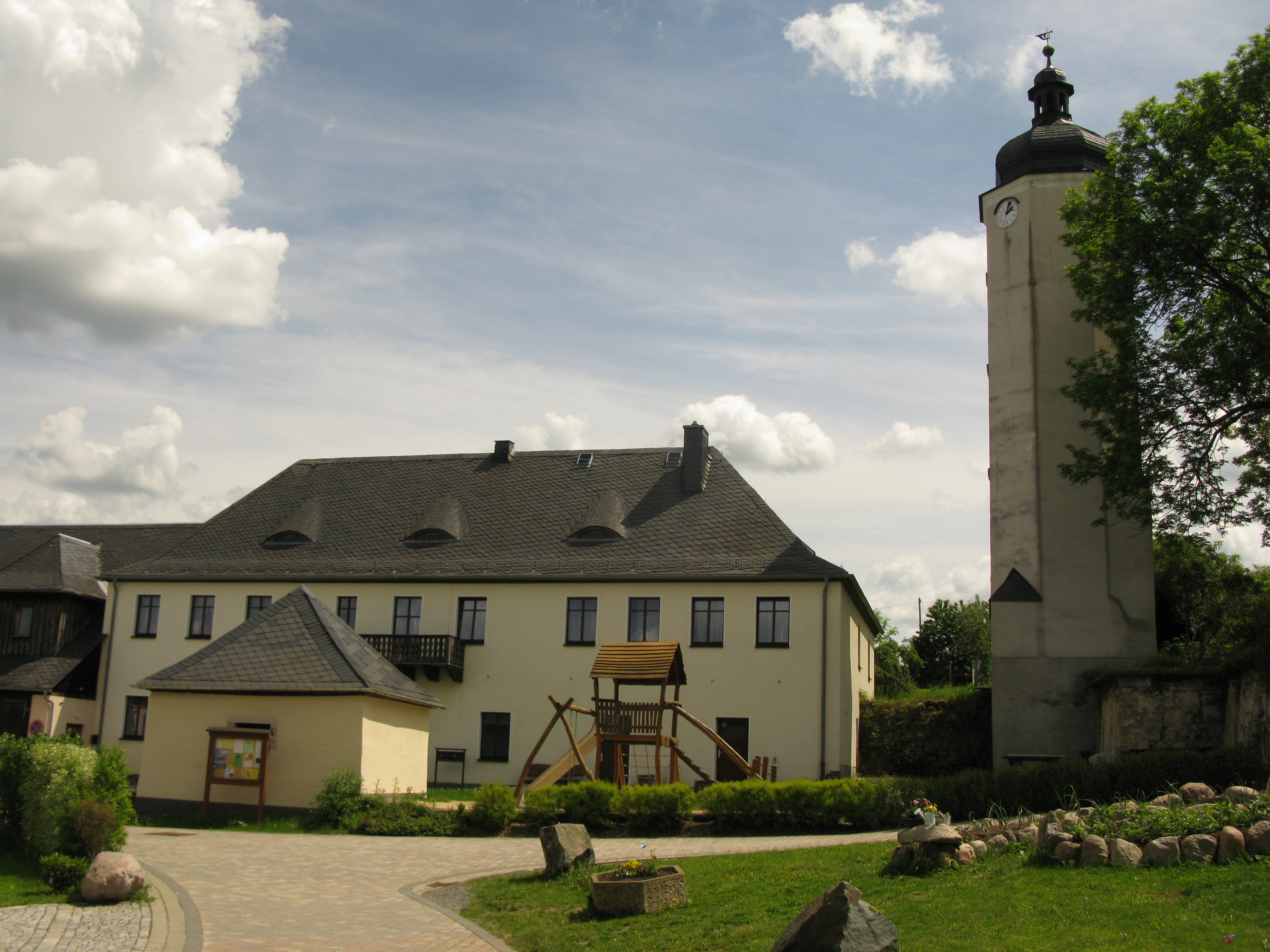
Das Herrenhaus in Rößnitz im Juni 2019

Das Zeilendorf Rößnitz wurde 1297 erstmals als Roseniz erwähnt. Der Name leitet sich vermutlich vom slawischen Bachnamen „Crosenicz“ ab, der wiederum vom Wort „grozny“ – „schrecklich“ abgeleitet sein dürfte, möglicherweise im Zusammenhang mit kultischen Vorstellungen. Kirchlich ist der Ort seit jeher nach Leubnitz gepfarrt. Bezüglich der Grundherrschaft gehörte Rößnitz anteilig zum Rittergut Rößnitz und als Amtsdorf zum Amt Plauen. Das Rittergut Rößnitz, welches seit 1583 nachweisbar ist, war ab 1408 im Besitz der Familie von Röder, auf die im Jahre 1561 die Familie von Reibold und 1744 die Familie Adler folgte. Das im 16. Jahrhundert errichtete alte Schloss stürzte im Jahr 1875 ein. Einzig der Treppenturm des alten Schlosses blieb bis heute erhalten. Nach einem Großbrand, der das gesamte Rittergut zerstörte, wurde dieses im Jahr 1938 wieder aufgebaut. Die Häuser der Gutsfröhner befanden sich nördlich und östlich des Ritterguts sowie in der südwestlich von Rößnitz gelegenen Siedlung Eichigt. Die Schäferei, welche sich an der Straßengabelung Kloschwitz/Kobitzschwalde befindet, ist vermutlich der älteste Ortsteil von Rößnitz.
Rößnitz gehörte bis 1856 zum kursächsischen bzw. königlich-sächsischen Amt Plauen. 1856 wurde der Ort dem Gerichtsamt Plauen und 1875 der Amtshauptmannschaft Plauen angegliedert. Kirchlich gehört Rößnitz seit jeher zu Leubnitz. Im Zuge der Bodenreform in der Sowjetischen Besatzungszone ab 1945 wurde die Familie Adler als Besitzer des Ritterguts Rößnitz enteignet. Das Gebäude, in welchem sich heute Wohnungen befinden, wurde 1951 der Gemeinde Rößnitz übergeben.
Durch die zweite Kreisreform in der DDR kam die Gemeinde Rößnitz im Jahr 1952 zum Kreis Plauen-Land im Bezirk Chemnitz (1953 in Bezirk Karl-Marx-Stadt umbenannt), der ab 1990 als sächsischer Landkreis Plauen fortgeführt wurde und 1996 im Vogtlandkreis aufging. Mit 164 Einwohnern war Rößnitz bis 1998 die kleinste noch selbständige Gemeinde Sachsens. Am 1. Januar 1999 wurde Rößnitz nach Leubnitz eingemeindet, welches sich am 1. Januar 2011 mit Mehltheuer und Syrau zur neuen Gemeinde Rosenbach/Vogtl. zusammenschloss.

### Entwicklung der Einwohnerzahl
| Jahr | Einwohnerzahl                                          |
| ---- | ------------------------------------------------------ |
| 1557 | 9 besessene Mann, 1 Inwohner                           |
| 1764 | 12 besessene Mann, 17 Häusler, 3¼ Hufen je 30 Scheffel |
| 1834 | 252                                                    |
| 1871 | 277                                                    |
| 1890 | 252                                                    |
| 1910 | 246                                                    |
| 1925 | 249                                                    |
| 1939 | 224                                                    |
| 1946 | 293                                                    |
| 1950 | 264                                                    |
| 1964 | 226                                                    |
| 1990 | 174                                                    |
| 2011 | 156                                                    |